# 8mm (Band)
8mm ist eine 2004 in Los Angeles, Kalifornien, gegründete Pop-Rock-Band mit Einflüssen des Trip-Hop.
Nachdem Sean Beavan einige Jahre für Nine Inch Nails gearbeit hatte, gründete er 2004 mit seiner Frau Juliette Beavan die Band 8mm.
Das Debütalbum Songs To Love And Die By… wurde im September 2006 über das Label Curb Appeal Records veröffentlicht. Nach einigen EPs veröffentlichte die Band am 13. September 2012 ihr zweites Album Between the Devil and Two Black Hearts. Das Album wurde in den Undercurrent Studios in Los Angeles aufgenommen. Der Musiker Dave Philips und der Schlagzeuger Jon Nicholson unterstützten bei einigen Songs.

## Diskografie
- 2004: Opener (EP, ChelseaGirl Records)
- 2006: Songs To Love And Die By… (Album, Curb Appeal Records)
- 2006: Stunning (12", Curb Appeal Records)
- 2008: On a Silent Night (The Christmas EP)
- 2010: Love and The Apocalypse (EP, ChelseaGirl Records)
- 2012: Between the Devil and Two Black Hearts (Album, ChelseaGirl Records)